# 99号加利福尼亚州州道
99号加利福尼亚州州道（英語：California State Route 99）是一条南北方向的加利福尼亚州州道。该公路连接了加州南部的克恩县和加州北部的雷德布拉夫，全长424.85英里。整条公路南端从5号州际公路分出，北端则通过一小段36号加利福尼亚州州道重新连回5号州际公路。99号州道是原99号美国国道的组成部分，后者现已取消编号。99号州道在萨克拉门托以南的路段大部分符合高速公路的标准，加利福尼亚州运输部还有计划对它进行扩建以符合州际公路标准。萨克拉门托以北的路段则标准不一，有的地方是四车道的高速公路，而有的地方只是两车道的普通公路。